# Julunggul
 (mars 2009).
Si vous disposez d'ouvrages ou d'articles de référence ou si vous connaissez des sites web de qualité traitant du thème abordé ici, merci de compléter l'article en donnant les références utiles à sa vérifiabilité et en les liant à la section « Notes et références ».
Dans la mythologie aborigène de la terre d'Arnhem, Julunggul est une déesse serpent arc-en-ciel qui supervise la maturité et l'initiation des jeunes garçons lors du passage de l'enfance à l'âge adulte. Il s'agissait d'une déesse de la fertilité associée avec la renaissance et la météo.
Elle est également connue sous le nom de Kalseru.